# Cryptocephalus praticola
Cryptocephalus praticola es una especie de insecto coleóptero de la familia Chrysomelidae.
Fue descrita científicamente en 1889 por Weise.